# Sapromyza immaculipes
Sapromyza immaculipes är en tvåvingeart som beskrevs av Malloch 1926. Sapromyza immaculipes ingår i släktet Sapromyza och familjen lövflugor. Inga underarter finns listade i Catalogue of Life.